# TWENDY-ONE
TWENDY-ONE（トゥエンディ - ワン）は、早稲田大学菅野重樹研究室が中心となって開発し、2007年に発表した人間共存ロボット。

## 概要
TWENDY-ONEは少子高齢社会における実作業支援を目的として研究開発されたロボットであり、大きな力を出すことができるアームと様々な対象物を把持操り可能なハンド、及びバネやセンサを利用した能受動外力追従機能を特徴とする。身長146.7cm、全重量111kg。名前は前身となるWENDYと「21(Twenty-One)世紀」にちなんで命名された。